# Noords kaardertje
Het noords kaardertje (Dictyna major) is een spinnensoort uit de familie van de kaardertjes (Dictynidae). De wetenschappelijke naam van de soort werd in 1869 gepubliceerd door Franz Anton Menge. De soort komt voor in het Palearctisch en Nearctisch gebied.